# Aprionus onychophorus
Aprionus onychophorus är en tvåvingeart som beskrevs av Berest 1991. Aprionus onychophorus ingår i släktet Aprionus och familjen gallmyggor.
Artens utbredningsområde är Ukraina. Inga underarter finns listade i Catalogue of Life.